# Залуговский, Иван Алексеевич
Иван Алексеевич Залуговский (1804—1854) — русский военный врач.

## Биография
Родился в 1804 году в семье мещан. Учился в Черниговской духовной семинарии и в Московском университете, по окончании 2-го отделения медицинского факультета которого в 1829 году со званием лекаря был назначен в резерв 2-й армии. В следующем году он состоял ординатором в Могилёвском военном временном госпитале, а в 1831 году — ординатором в военном временном госпитале в Ковно.
В 1832 году был переведён во 2-ю гренадерскую артиллерийскую бригаду, где через два года получил звание штаб-лекаря, а с 1835 года был старшим лекарем. Переведённый в 1-й военный сухопутный Санкт-Петербургский госпиталь, он в 1844 и 1846 годах сопровождал в деревню председателя Государственного совета князя И. В. Васильчикова, а в 1847 году — генерал-кригскомиссара В. И. Храпачёва.
В 1849 году Залуговский исправлял должность штаб-доктора отдельного Сибирского корпуса, в 1850 году был утверждён в должности. Произведён в чин статского советника. Скончался 13 (25) января 1854 года.
Из публикаций И. А. Залуговского известна одна работа: «Арасанские минеральные ключи близ укрепления Копальского (в Киргизской степи)» («Военно-медицинский журнал» — 1854. — Ч. 63).

## Семья
- Жена (с 12 ноября 1847[4]) — дочь чиновника VIII класса Надежда Александровна  Васильева.